# Allesø Kirke
Allesø Kirke er en kirke i landsbyen Allesø nordvest for Odense. Landsbyen er nævnt første gang 1383, mens kirken først figurerer ved landehjælpen 1524-26, da den betalte den lave takst, 10 mark.
Kirken var ejet af Kronen efter reformationen 1536, og er en af blot fire fynske kirker, hvis patronatsret den ikke afhændede i løbet af 1600-tallet. 1671 blev indtægterne af Allesø Kirke i stedet lagt til filosofiprofessoratet ved Odense Gymnasium, hvortil det lå frem til 1718, da kirketienden og sognets krongods blev lagt til det fynske rytterdistrikt. Ved afhændingen af ryttergodset 1764 blev kirken solgt til justitsråd Jacob Lowson, og ejerskabet skiftede herefter hænder flere gange, indtil det 1802 endte hos gårdejer Jacob Mortensen, Beldringe. Kirken forblev i denne families eje frem til overgangen til selveje 1910.
Allesø Kirke har haft Næsbyhoved-Broby Kirke som annekskirke siden reformationen 1536.

## Bygning
Kirkens ældste del er opført af tegl, og den bestod af et skib med et smallere kor. Denne bygnings alder er usikker. Den er i sin udførelse kompatibel med 1200-tallets kirker, men bygningen kan også være noget yngre.
I senmiddelalderen gennemgik kirken en lang række ændringer, hvis rækkefølge ikke er helt sikker. Der blev opført et våbenhus ud for den oprindelige syddør og i vest rejstes et tårn, som siden fik tilknyttet et trappehus. Endvidere blev skibet overhvælvet og koret revet ned og erstattet med et gotisk langhuskor. Dette kors tagværk er dendrokronologisk dateret til o. 1534, hvilket meget vel kan være tidspunktet for korets opførelse.

## Kalkmaleri
1984 blev der afdækket sen- og eftermiddelalderlige kalkmalerier i skibet og tårnrummet. Skibets bemalinger er blevet dateret til o. 1450-1500 og omfatter en monokrom dekoration af ribber og gjordbue i gråsort. I østfagets vestre hvælvkappe er et lille kors (ca. 10 cm højt), mens de tre øvrige kapper rummer større kors.
Tårnrummets kalkmalerier er udført o. 1480-90 af håndværkere, som tidligere blev knyttet til "Træskomalerens kreds", men som nu benævnes "Brylleværkstedet" efter dets arbejder i Brylle Kirke. Udsmykningen er udført i rødt og gråt og består af passerrosetter i hvælvkapperne, sparrer på ribber og grove masker om alle spygatter (afløbshuller fra hvælvlommerne).
I østkappen af skibets østfag er malet Christian 7's og Caroline Mathildes kronede monogrammer. De er formentlig udført under en istandsættelse af kirken 1768.

## Inventar
Kirkens ældste inventargenstand er den romanske granitdøbefont af "Højbytype". Fra senmiddelalderen stammer en klokke støbt 1453 samt et lille krucifiks, der er et levn af en fløjaltertavle. Både alterstagerne og dåbsfadet er fra 1500-tallet, sidstnævnte er et typisk Nürnbergarbejde med Bebudelsesrelief og blev købt af kirken 1702. De to ældste lysekroner er skænket 1768 af kirkeejer Peter Eilschou, som også skænkede en altertavle, hvis altermaleri blev udskiftet 1828 med den Bønnen i Getsemane Have, Niels Ernst Fich, Odense malede, og som nu er i Ry Kirke (Århus Stift). Altersættet er udført 1802 af Clemens Pedersen, Odense og skænket af kirkeejerne Jacob Mortensen og Gertrud Olesdatter.
Størstedelen af inventaret er tilkommet under hovedistandsættelsen 1913-14. Det gælder både alterbilledet "Kristus velsigner de små børn" af Tony Müller som en kopi efter hendes maleri til Lumsås Kirke fra 1910. Og det gælder arkitekt N. P. Jensens dørfløje, stolestader og prædikestolen, der er en forenklet gentagelse af den, han udførte året forinden til Hjadstrup Kirke.
Orglet er bygget 1979 af orgelbygger Bruno Christensen & Sønner og har syv stemmer.

## Gravminder
Der er tre ældre gravminder i kirken, alle skriftsten fra 1600-tallet. De to er lagt over sognepræsterne Jakob Knudsen (død 1637) med hustru Elisabeth samt Carl Pedersen (død 1682).
- Allesø Kirke fra sydvest
- Allesø Kirke fra nord

- Allesø Kirke fra nordøst
- Allesø Kirke fra øst

## Eksterne kilder og henvisninger
- Wikimedia Commons har flere filer relateret til Allesø Kirke
- Allesø Kirke hos KortTilKirken.dk
- Allesø Kirke på danmarkskirker.natmus.dk (Danmarks Kirker, Nationalmuseet